# Список птиц Палау
Это список видов птиц, зарегистрированных в Палау. Орнитофауна Палау включает в себя, в общей сложности, 149 видов, из которых 10 являются эндемиками, 3 были интродуцированы человеком и 17 видов являются редкими или залётными. 3 вида находятся под глобальной угрозой исчезновения.
Таксономический режим этого перечня (обозначение и последовательность отрядов, семейств и видов) и номенклатура (общие и научные названия) следуют соглашениям 6-го издания The Clements Checklist of Birds of the World. Семейства в начале каждой главы отражают эту таксономию, как и число видов, найденное в каждом семействе. Ввезенные и случайные виды включены в общую численность для Палау.
Следующие теги были использованы для выделения нескольких категорий. Часто встречающиеся местные виды не подпадают ни под одну из этих категорий.
- (A) Accidental — вид, который редко или случайно встречается в Палау.
- (E) Endemic — вид, эндемичный для Палау.
- (I) Introduced — вид, ввезенный на Палау, как следствие прямых или косвенных действий человека.

## Буревестники и тайфунники
- Отряд: Буревестникообразные
  - Семейство: Буревестниковые
    - Клинохвостый буревестник, Ardenna pacificus
    - Тайфунник Бульвера, Bulweria bulwerii
    - Пестролицый буревестник, Calonectris leucomelas
    - Тайфунник Соландра, Pterodroma solandri
    - Puffinus bailloni

## Качурки
- Отряд: Буревестникообразные
  - Семейство: Качурки
    - Качурка Матсудайра, Oceanodroma matsudairae

## Фаэтоны
- Отряд: Фаэтонообразные
  - Семейство: Фаэтоновые
    - Белохвостый фаэтон, Phaethon lepturus
    - Краснохвостый фаэтон, Phaethon rubricauda

## Олуши
- Отряд: Пеликанообразные
  - Семейство: Олушевые
    - Голуболицая олуша, Sula dactylatra
    - Бурая олуша, Sula leucogaster
    - Красноногая олуша, Sula sula

## Бакланы
- Отряд: Пеликанообразные
  - Семейство: Баклановые
    - Малый пёстрый баклан, Microcarbo melanoleucos

## Фрегаты
- Отряд: Пеликанообразные
  - Семейство: Фрегатовые
    - Фрегат Ариель, Fregata ariel
    - Большой фрегат, Fregata minor

## Пеликаны
- Отряд: Пеликанообразные
  - Семейство: Пеликановые
    - Австралийский пеликан, Pelecanus conspicillatus (A)

## Выпи, цапли и белые цапли
- Отряд: Аистообразные
  - Семейство: Цаплевые
    - Средняя белая цапля, Ardea intermedia
    - Египетская цапля, Bubulcus ibis
    - Зелёная кваква, Butorides striatus
    - Малая белая цапля, Egretta garzetta
    - Восточная рифовая цапля, Egretta sacra
    - Тигровая выпь, Gorsachius melanolophus (A)
    - Японская кваква, Gorsachius goisagi
    - Амурский волчок, Ixobrychus eurhythmus (A)
    - Китайская малая выпь, Ixobrychus sinensis
    - Каледонская кваква, Nycticorax caledonicus
    - Обыкновенная кваква, Nycticorax nycticorax

## Утки, гуси и лебеди
- Отряд: Гусеобразные
  - Семейство: Утиные
    - Шилохвость, Anas acuta
    - Чирок-свистунок, Anas crecca
    - Чирок-трескунок, Anas querquedula
    - Свиязь, Anas penelope
    - Серая кряква, Anas superciliosa
    - Хохлатая чернеть, Aythya fuligula

## Скопа
- Отряд: Ястребообразные
  - Семейство: Скопиные
    - Скопа, Pandion haliaetus

## Ястребы, коршуны и орлы
- Отряд: Ястребообразные
  - Семейство: Ястребиные
    - Короткопалый ястреб, Accipiter soloensis
    - Браминский коршун, Haliastur indus (A)
    - Чёрный коршун, Milvus migrans (A)

## Соколы
- Отряд: Соколообразные
  - Семейство: Соколиные
    - Сапсан, Falco peregrinus

## Большеноги
- Отряд: Курообразные
  - Семейство: Большеноги
    - Микронезийский большеног, Megapodius laperouse

## Фазаны и куропатки
- Отряд: Курообразные
  - Семейство: Фазановые
    - Банкивская джунглевая курица, Gallus gallus

## Пастушки, погоныши, султанки и лысухи
- Отряд: Журавлеобразные
  - Семейство: Пастушковые
    - Филиппинский малый пастушок, Amaurornis olivaceus (A)
    - Рогатая камышница, Gallicrex cinerea (A)
    - Камышница, Gallinula chloropus
    - Полосатый пастушок, Gallirallus philippensis
    - Султанка, Porphyrio porphyrio melanotus
    - Белобровый погоныш, Porzana cinerea
    - Аспидноногий полосатый погоныш, Rallina eurizonoides
    - Красноногий полосатый погоныш, Rallina fasciata (A)

## Шилоклювки и ходулочники
- Отряд: Ржанкообразные
  - Семейство: Шилоклювковые
    - Ходулочник, Himantopus himantopus

## Тиркушки
- Отряд: Ржанкообразные
  - Семейство: Тиркушковые
    - Восточная тиркушка, Glareola maldivarum

## Зуйки и чибисы
- Отряд: Ржанкообразные
  - Семейство: Ржанковые
    - Морской зуёк, Charadrius alexandrinus
    - Малый зуёк, Charadrius dubius
    - Галстучник, Charadrius hiaticula
    - Большеклювый зуёк, Charadrius leschenaultii
    - Монгольский зуёк, Charadrius mongolus
    - Восточный зуёк, Charadrius veredus
    - Черногрудый зуёк, Erythrogonys cinctus (A)
    - Бурокрылая ржанка, Pluvialis fulva
    - Тулес, Pluvialis squatarola

## Песочники и другие
- Отряд: Ржанкообразные
  - Семейство: Бекасовые
    - Перевозчик, Actitis hypoleucos
    - Камнешарка, Arenaria interpres
    - Острохвостый песочник, Calidris acuminata
    - Песчанка, Calidris alba
    - Чернозобик, Calidris alpina
    - Исландский песочник, Calidris canutus (A)
    - Краснозобик, Calidris ferruginea
    - Дутыш, Calidris melanotos
    - Кулик-воробей, Calidris minuta
    - Песочник-красношейка, Calidris ruficollis
    - Длиннопалый песочник, Calidris subminuta
    - Большой песочник, Calidris tenuirostris
    - Лесной дупель, Gallinago megala
    - Грязовик, Limicola falcinellus
    - Малый веретенник, Limosa lapponica
    - Большой веретенник, Limosa limosa
    - Дальневосточный кроншнеп, Numenius madagascariensis
    - Кроншнеп-малютка, Numenius minutus
    - Средний кроншнеп, Numenius phaeopus
    - Таитянский кроншнеп, Numenius tahitiensis (A)
    - Турухтан, Philomachus pugnax
    - Пепельный улит, Tringa brevipes
    - Фифи, Tringa glareola
    - Американский пепельный улит, Tringa incana
    - Большой улит, Tringa nebularia
    - Поручейник, Tringa stagnatilis
    - Травник, Tringa totanus
    - Мородунка, Xenus cinereus

## Поморники
- Отряд: Ржанкообразные
  - Семейство: Поморниковые
    - Длиннохвостый поморник, Stercorarius longicaudus

## Чайки, крачки и водорезы
- Отряд: Ржанкообразные
  - Семейство: Чайковые
    - Обыкновенная глупая крачка, Anous stolidus
    - Белокрылая болотная крачка, Chlidonias leucopterus
    - Белощёкая болотная крачка, Chlidonias hybrida
    - Озёрная чайка, Chroicocephalus ridibundus
    - Белая крачка, Gygis alba
    - Малая чайка, Hydrocoloeus minutus
    - Бурокрылая крачка, Onychoprion anaethetus
    - Тёмная крачка, Onychoprion fuscatus
    - Onychoprion lunatus
    - Малая крачка, Sterna albifrons
    - Речная крачка, Sterna hirundo
    - Светлая крачка, Sterna sumatrana
    - Крачка Берга, Thalasseus bergii

## Голуби и горлицы
- Отряд: Голубеобразные
  - Семейство: Голубиные
    - Гривистый голубь, Caloenas nicobarica
    - Микронезийский плодоядный голубь, Ducula oceanica
    - Палауский куриный голубь, Gallicolumba canifrons (E)
    - Ptilinopus pelewensis (E)

## Какаду
- Отряд: Попугаеобразные
  - Семейство: Какаду
    - Большой желтохохлый какаду, Cacatua galerita (I)

## Попугаи
- Отряд: Попугаеобразные
  - Семейство: Попугаевые
    - Благородный зелёно-красный попугай, Eclectus roratus (I)

## Кукушки
- Отряд: Кукушкообразные
  - Семейство: Кукушковые
    - Щетинистая кукушка, Cacomantis variolosus
    - Кромандельская хохлатая кукушка, Clamator coromandus (A)
    - Обыкновенная кукушка, Cuculus canorus (A)
    - Глухая кукушка, Cuculus optatus
    - Eudynamys taitensis
    - Ширококрылая кукушка, Hierococcyx hyperythrus (A)
    - Hierococcyx nisicolor (A)

## Типичные совы
- Отряд: Совообразные
  - Семейство: Сипуховые
    - Палаусская совка, Pyrroglaux podargina (E)

## Козодои
- Отряд: Козодоеобразные
  - Семейство: Настоящие козодои
    - Палауский козодой, Caprimulgus phalaena (E)

## Стрижи
- Отряд: Стрижеобразные
  - Семейство: Стрижиные
    - Палаусская салангана, Aerodramus pelewensis (E)
    - Иглохвостый стриж, Hirundapus caudacutus (A)

## Зимородки
- Отряд: Ракшеобразные
  - Семейство: Зимородковые
    - Белошейная альциона, Todiramphus chloris
    - Todiramphus pelewensis

## Щурки
- Отряд: Ракшеобразные
  - Семейство: Щурковые
    - Радужная щурка, Merops ornatus

## Сизоворонки
- Отряд: Ракшеобразные
  - Семейство: Сизоворонковые
    - Восточный широкорот, Eurystomus orientalis

## Ласточки и стрижи
- Отряд: Воробьинообразные
  - Семейство: Ласточковые
    - Восточный воронок, Delichon dasypus
    - Деревенская ласточка, Hirundo rustica

## Трясогузки
- Отряд: Воробьинообразные
  - Семейство: Трясогузковые
    - Краснозобый конёк, Anthus cervinus
    - Горная трясогузка, Motacilla cinerea
    - Жёлтая трясогузка, Motacilla flava
    - Motacilla tschutschensis

## Личинкоеды
- Отряд: Воробьинообразные
  - Семейство: Личинкоедовые
    - Тонкоклювый сорокопутовый личинкоед, Coracina tenuirostris

## Дрозды и другие
- Отряд: Воробьинообразные
  - Семейство: Дроздовые
    - Оливковый дрозд, Turdus obscurus

## Короткокрылые камышовки
- Отряд: Воробьинообразные
  - Семейство: Короткокрылые камышовки
    - Horornis annae (E)

## Сверчки
- Отряд: Воробьинообразные
  - Семейство: Сверчковые
    - Пятнистый сверчок, Locustella lanceolata

## Мухоловки Старого Света
- Отряд: Воробьинообразные
  - Семейство: Мухоловковые
    - Calliope calliope
    - Японская мухоловка, Ficedula narcissina
    - Синий каменный дрозд, Monticola solitarius
    - Пестрогрудая мухоловка, Muscicapa griseisticta

## Веерохвостки
- Отряд: Воробьинообразные
  - Семейство: Веерохвостки
    - Палауская веерохвостка, Rhipidura lepida (E)

## Монарховые мухоловки
- Отряд: Воробьинообразные
  - Семейство: Монархи
    - Myiagra erythrops (E)

## Свистуны и другие
- Отряд: Воробьинообразные
  - Семейство: Австралийские свистуны
    - Pachycephala tenebrosa (E)

## Белоглазки
- Отряд: Воробьинообразные
  - Семейство: Белоглазковые
    - Megazosterops palauensis (E)
    - Zosterops finschii (E)
    - Zosterops semperi

## Медососы
- Отряд: Воробьинообразные
  - Семейство: Медососовые
    - Огненная мизомела, Myzomela rubratra

## Сорокопуты
- Отряд: Воробьинообразные
  - Семейство: Сорокопутовые
    - Сибирский жулан, Lanius cristatus

## Артамы
- Отряд: Воробьинообразные
  - Семейство: Ласточковые сорокопуты
    - Белобрюхий артам, Artamus leucorynchus

## Скворцы
- Отряд: Воробьинообразные
  - Семейство: Скворцовые
    - Японский скворец, Agropsar philippensis (A)
    - Микронезийский аплонис, Aplonis opaca

## Астрильды и другие
- Отряд: Воробьинообразные
  - Семейство: Вьюрковые ткачики
    - Трёхцветная попугайная амадина, Erythrura trichroa
    - Восточная черноголовая муния, Lonchura atricapilla (I)
    - Чешуйчатогрудая амадина, Lonchura punctulata

## Овсянки, воробьи и другие
- Отряд: Воробьинообразные
  - Семейство: Овсянковые
    - Черноголовая овсянка, Emberiza melanocephala (A)

## Воробьи
- Отряд: Воробьинообразные
  - Семейство: Воробьиные
    - Полевой воробей, Passer montanus (I)